# The Simpsons: Bart & the Beanstalk
The Simpsons: Bart & the Beanstalk es un videojuego de plataformas desarrollado por Software Creations y publicado en febrero de 1994 por Acclaim Entertainment para la videoconsola Game Boy; está basado en la serie Los Simpson.

## Trama
El juego combina el universo de Los Simpson con el cuento de hadas Jack y las habichuelas mágicas. Bart Simpson lleva la vaca de la familia al mercado para venderla. En su camino se encuentra con el señor Burns que lo convence para intercambiar la vaca por unas habichuelas y una tirachinas. Cuando Bart lleva las habichuelas mágicas a casa, su padre Homer Simpson las come accidentalmente y las escupe afuera. En el lugar donde éstas caen, crece una planta alta hasta las nubes.
A partir de ese momento el jugador controla a Bart Simpson a través de siete niveles en su objetivo de trepar la planta hasta el castillo del gigante y luego regresar con vida a su casa. Para lograrlo el jugador puede recurrir a la resortera que obtuvo antes y otros elementos que aparecen en el juego.